# Claudio Varese
Claudio Varese (Sassari, 23 agosto 1909 – Viareggio, 10 dicembre 2002) è stato un critico letterario e filologo italiano.

## Biografia
Si laureò presso l'Università di Pisa, frequentando anche la Scuola Normale Superiore di Pisa con Attilio Momigliano, di cui fu poi assistente dal 1930 al 1933. Gli amici di quegli anni erano Delio Cantimori, Carlo Ludovico Ragghianti, Aldo Capitini, Claudio Baglietto, Walter Binni, Giuseppe Dessì. Seguì da vicino l'opera di amici scrittori quali Giuseppe Dessì e Giorgio Bassani.
Collaborò con molte riviste, tra cui L'Espresso. Insegnò presso le Università di Urbino e Firenze, dove fu titolare di una cattedra di letteratura italiana alla Facoltà di Magistero.
Fu anche cultore di cinema (vedi il volume Cinema arte e cultura 1963) ma è ricordato soprattutto per i suoi studi su Dante Alighieri, il Quattrocento, Torquato Tasso, il Seicento, Metastasio, il teatro del Settecento, Ugo Foscolo, Alessandro Manzoni e Giovanni Pascoli.
Claudio Varese morì ultranovantenne nel 2002 a Viareggio, dove abitava da tempo.  Il figlio Ranieri Varese è stato a lungo professore ordinario di storia dell'arte moderna all'Università di Ferrara e all'Università di Urbino. Il nipote Federico Varese è professore di criminologia presso l'Università di Oxford.

## Opere principali

### Studi
- Cultura letteraria contemporanea (Pisa: Nistri Lischi, 1951)
- Storia e politica nella prosa del Quattrocento (Torino: Einaudi, 1961)
- Cinema arte e cultura (Padova: Marsilio, 1963)
- Fermo e Lucia. Un'esperienza manzoniana interrotta (Firenze: La Nuova Italia, 1964)
- Pascoli decadente, Tasso ed altri saggi (Firenze: Sansoni, 1964)
- Occasioni e valori della letteratura contemporanea (Bologna: Cappelli, 1967)
- L'originale ed il ritratto. Manzoni secondo Manzoni (Firenze: La Nuova Italia, 1975)
- Torquato Tasso: Epos - parola - scena (G.D'Anna, 1976)
- Ugo Foscolo: Autobiografia Dalle Lettere (1979)
- Foscolo: Sternismo, tempo e persona (Ravenna: Longo, 1982)
- Manzoni uno e molteplice. Con un'appendice su Tommaseo (Roma: Bulzoni, 1992)
- Sfide del Novecento. Letteratura come scelta (Firenze: Le Lettere, 1992)

### Edizioni di opere
- Prosatori volgari del Quattrocento a cura di Claudio Varese. Milano: Ricciardi, 1955.
- Gerusalemme liberata di Torquato Tasso a cura di Claudio Varese e Guido Arbizzoni. Milano: Mursia, 1983.
- Aminta di Torquato Tasso a cura di Claudio Varese. Milano: Mursia, 1985.

### Carteggi
- Dessì Giuseppe; Varese Claudio - Lettere 1931-1977 (2002)